# 古氏伏翼
古氏伏翼（学名：Pipistrellus kuhlii）也称库氏伏翼，一种分布于欧洲、西亚及北非等地区的蝙蝠，隶属于蝙蝠科伏翼属。本种由德国动物学家海因里希·库尔于1817年描述发表。